# J'aime les sushis
J’aime les sushis (ミックスベジタブル, Mikkusu Bejitaburu, litt. Mix Vegetable) est un manga culinaire d’Ayumi Komura.

## Histoire
Hanayu Ashitaba, jeune fille folle de sushis qui rêve de tenir un bar à sushis, fille d'un pâtissier, se lie à Hayato Hyuga, fils d'un maître sushi et qui lui est bien décidé à devenir un pâtissier ! Débute alors une histoire pleine de sentiments entre ces deux derniers prêts à tout pour réaliser leurs rêves, même à enfreindre les règles familiales !

## Personnages
- Hanayu Ashitaba
- Hayato Hyuga
- Maezawa

## Manga

### Liste des tomes et des chapitres
| no | Japonais          | Japonais          | Français          | Français          |
| no | Date de sortie    | ISBN              | Date de sortie    | ISBN              |
| -- | ----------------- | ----------------- | ----------------- | ----------------- |
| 1  | 25 octobre 2005   | 4-08-847897-5     | 15 septembre 2010 | 978-2-7560-2173-7 |
| 2  | 24 mars 2006      | 4-08-846039-1     | 10 novembre 2010  | 978-2-7560-2174-4 |
| 3  | 25 juillet 2006   | 4-08-846076-6     | 12 janvier 2011   | 978-2-7560-2175-1 |
| 4  | 24 novembre 2006  | 4-08-846112-6     | 9 mars 2011       | 978-2-7560-2176-8 |
| 5  | 23 mars 2007      | 978-4-08-846151-9 | 8 juin 2011       | 978-2-7560-2570-4 |
| 6  | 25 juin 2007      | 978-4-08-846180-9 | 21 septembre 2011 | 978-2-7560-2571-1 |
| 7  | 25 septembre 2007 | 978-4-08-846209-7 | 30 novembre 2011  | 978-2-7560-2572-8 |
| 8  | 22 novembre 2007  | 978-4-08-846231-8 | 14 mars 2012      | 978-2-7560-2573-5 |